# Pescărași
Pescărașii sunt o familie, Alcedinidae, de păsări de talie mică până la mijlocie, viu colorate, din ordinul Coraciiformes. Majoritatea speciilor pot fi găsite în regiunile tropicale din Africa, Asia și Oceania, dar pot fi văzute și în Europa. Habitatul lor este alcătuit din pădurile mari din apropierea iazurilor calme și a râurilor mici. Familia Alcedinidae conține 114 specii și este împărțită în trei subfamilii și 19 genuri.  Toți pescărașii au capete mari, cicuri lungi, ascuțite, picioare scurte și cozi stufoase. Majoritatea speciilor au penaj strălucitor, cu doar mici diferențe între sexe. Cele mai multe specii sunt tropicale ca distribuție, iar o ușoară majoritate se găsește doar în păduri.

## Descriere
Cea mai mică specie de pescăraș este pescărașul african (Ispidina lecontei), care are în medie 10 cm lungime și între 9 și 12 g în greutate. Cel mai mare pescăraș din Africa este pescărașul uriaș (Megaceryle maxima), care are 42 până la 46 cm în lungime și 255–426 g în greutate. Pescărașul australian (Dacelo novaeguineae), este cea mai grea specie, femelele ajungând la aproape 500 g în greutate.
Penajul majorității pescărașilor este strălucitor, verdele și albastrul fiind culorile cele mai comune. Luminozitatea culorilor nu este nici produsul irizației (cu excepția pescărașului american) nici al pigmenților, ci este cauzată de structura penelor, care provoacă împrăștierea luminii albastre (efectul Tyndall). La majoritatea speciilor, nu există diferențe evidente între sexe; atunci când apar diferențe, acestea sunt destul de mici (mai puțin de 10%).
Pescărașii au ciocuri lungi, ca un pumnal. Ciocul este de obicei mai lung și mai comprimat la speciile care vânează pești și mai scurt și mai lat la speciile care vânează prada de pe uscat. Cel mai mare și cel mai atipic cioc este cel al Clytoceyx rex, care este folosit pentru a săpa în căutarea prăzii. În general, au picioare scurte, deși speciile care se hrănesc pe sol au tarsuri mai lungi. Cele mai multe specii au patru degete la picioare, dintre care trei sunt îndreptate înainte.

## Comportament
Cuibăresc în scorburi, crăpături de stânci sau pe malurile apelor und sapă galerii pentru cuib. Speciile mai primitive au fost arboricole și se hrăneau cu insecte, șopârle, rozătoare mici, pe când cele mai evoluate s-au specializat pe vânarea peștilor, pe care-i pândesc de pe un arbore de pe malul apei și îi prind prin plonjare verticală în apă. În Europa trăiește o singură specie Pescărașul albastru (Alcedo atthis).

### Hrană
Pescărașii se hrănesc cu o mare varietate de prăzi. Unele specii sunt specializate în prinderea peștilor, dar alte specii se hrănesc cu crustacee, broaște și alți amfibieni, viermi anelide, moluște, insecte, păianjeni, miriapode, reptile (inclusiv șerpi) și chiar păsări și mamifere. Pescărașii de pădure se hrănesc în principal cu insecte, în special cu lăcuste, în timp ce Martinii pescărașii de apă sunt mai specializați în capturarea peștilor. Pescărașul cu spatele roșu a fost observat ciocănind în cuiburile de noroi ale lăstunului ariel pentru a se hrăni cu puii lor. Pescărașii vânează de obicei stând cocoțați pe o creangă sau într-un loc unde au vizibilitate; atunci când observă o pradă, coboară pentru a o prinde, apoi se întoarce; pescărașii din toate cele trei subfamilii lovesc prada mai mare de creangă pentru a o ucide și pentru a disloca sau rupe coloanele vertebrale și oasele protectoare. După ce a izbit prada, aceasta este manipulată și apoi înghițită. Uneori, este expectorat un cocoloș de oase, solzi și alte resturi nedigerabile.

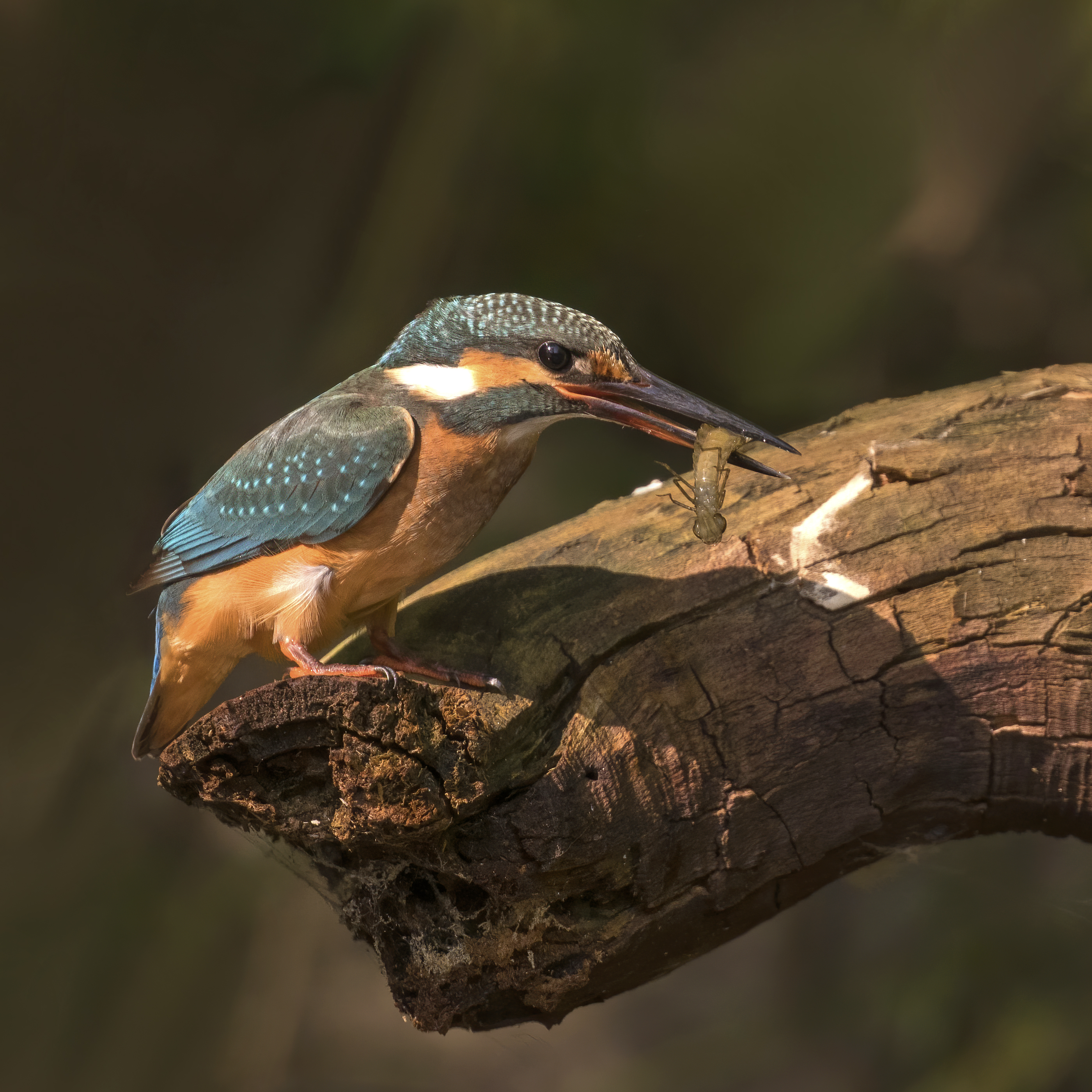
Pescăraș albastru cu insectă
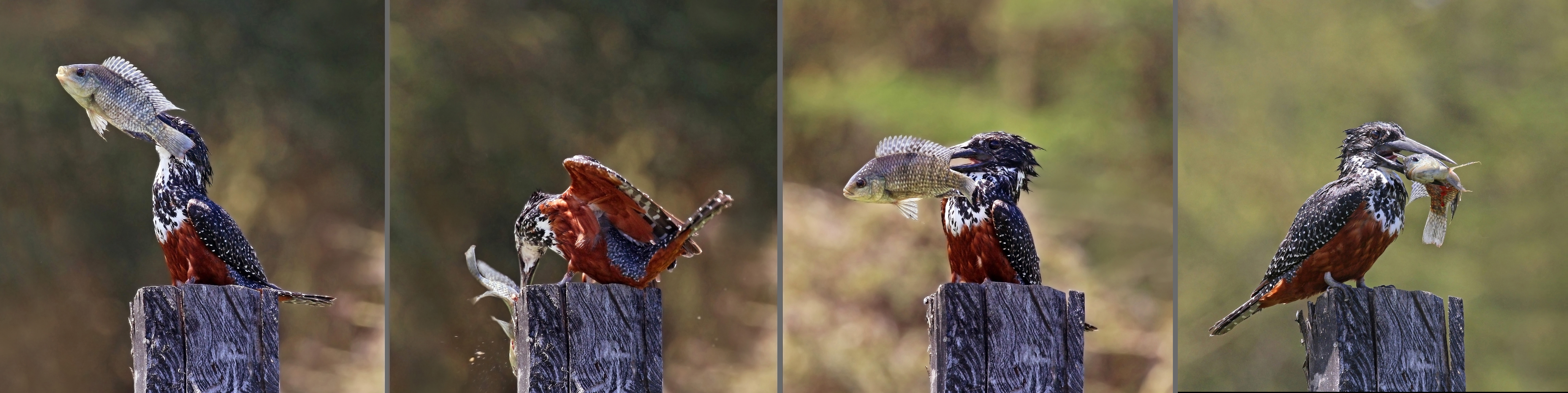
Pescăraș uriaș lovind un pește tilapia
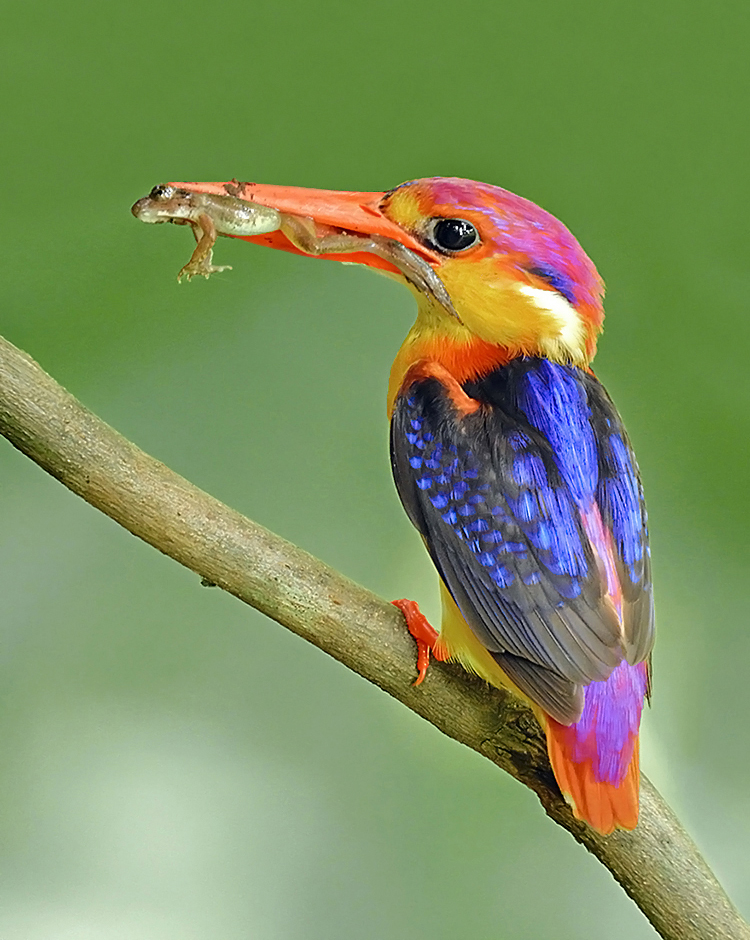
Ceyx erithaca cu broască

## Taxonomie și sistematică
Familia de pescărași Alcedinidae face parte din ordinul Coraciiformes. Numele familiei a fost introdus (ca Alcedia) de către polimatul francez Constantine Samuel Rafinesque în 1815. Este împărțită în trei subfamilii: pescărași de pădure (Halcyoninae), pescărași de râu (Alcedininae) și pescărași de apă (Cerylinae). Uneeori, pentru subfamilia pescărașilor de pădure este folosită denumirea de Daceloninae, care a fost introdusă de Charles Lucien Bonaparte în 1841, însă denumirea de Halcyoninae, introdusă de Nicholas Aylward Vigors în 1825, este mai veche și are prioritate. Câțiva taxonomiști ridică cele trei subfamilii la statutul de familie. În limba engleză aceste păsări au denumirea comună "kingfisher", însă în ciuda numelui, multe dintre aceste păsări nu sunt specialiste în mâncatul peștilor; niciuna dintre speciile din Halcyoninae nu este.

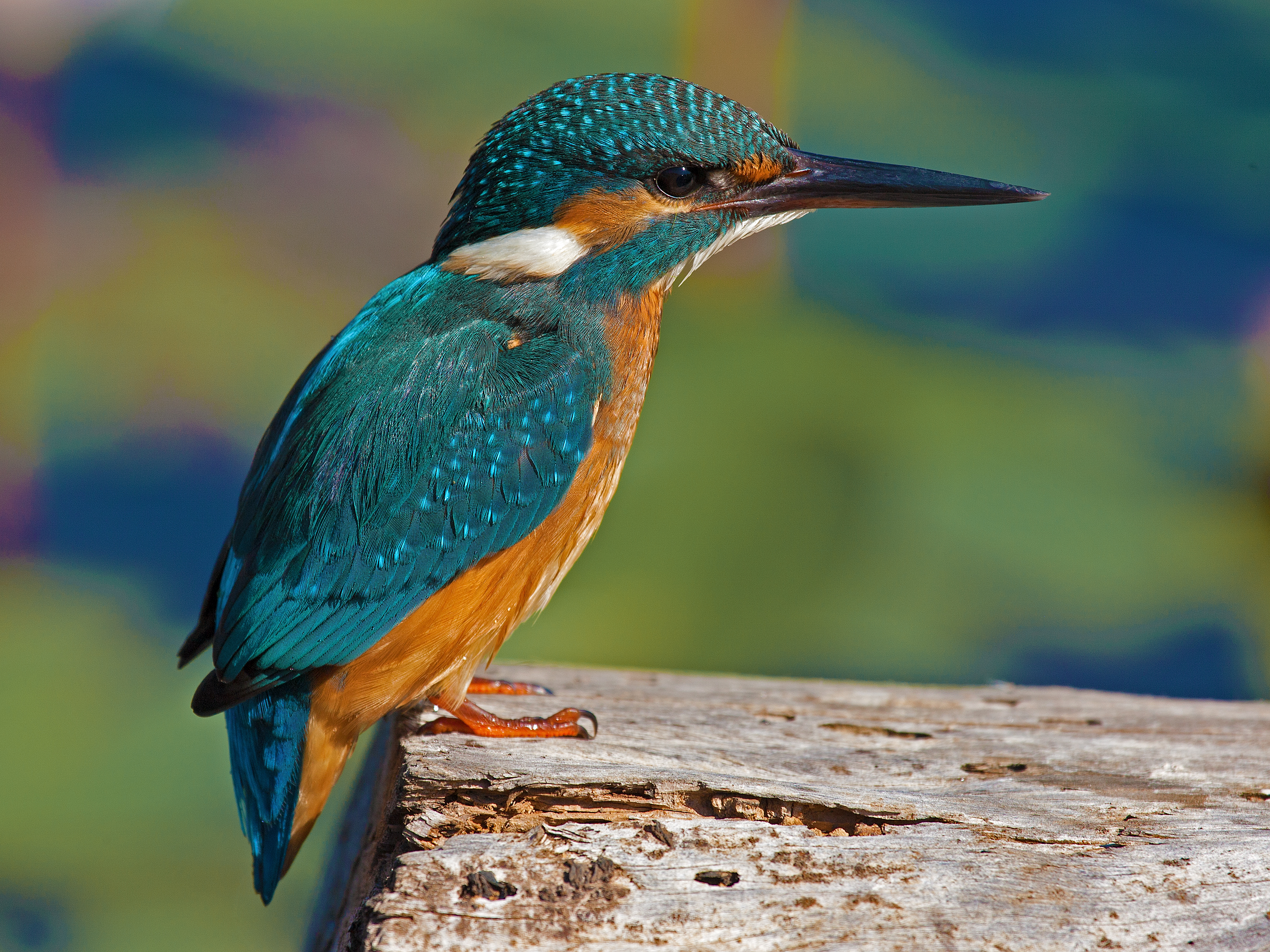
Pescăraș albastru

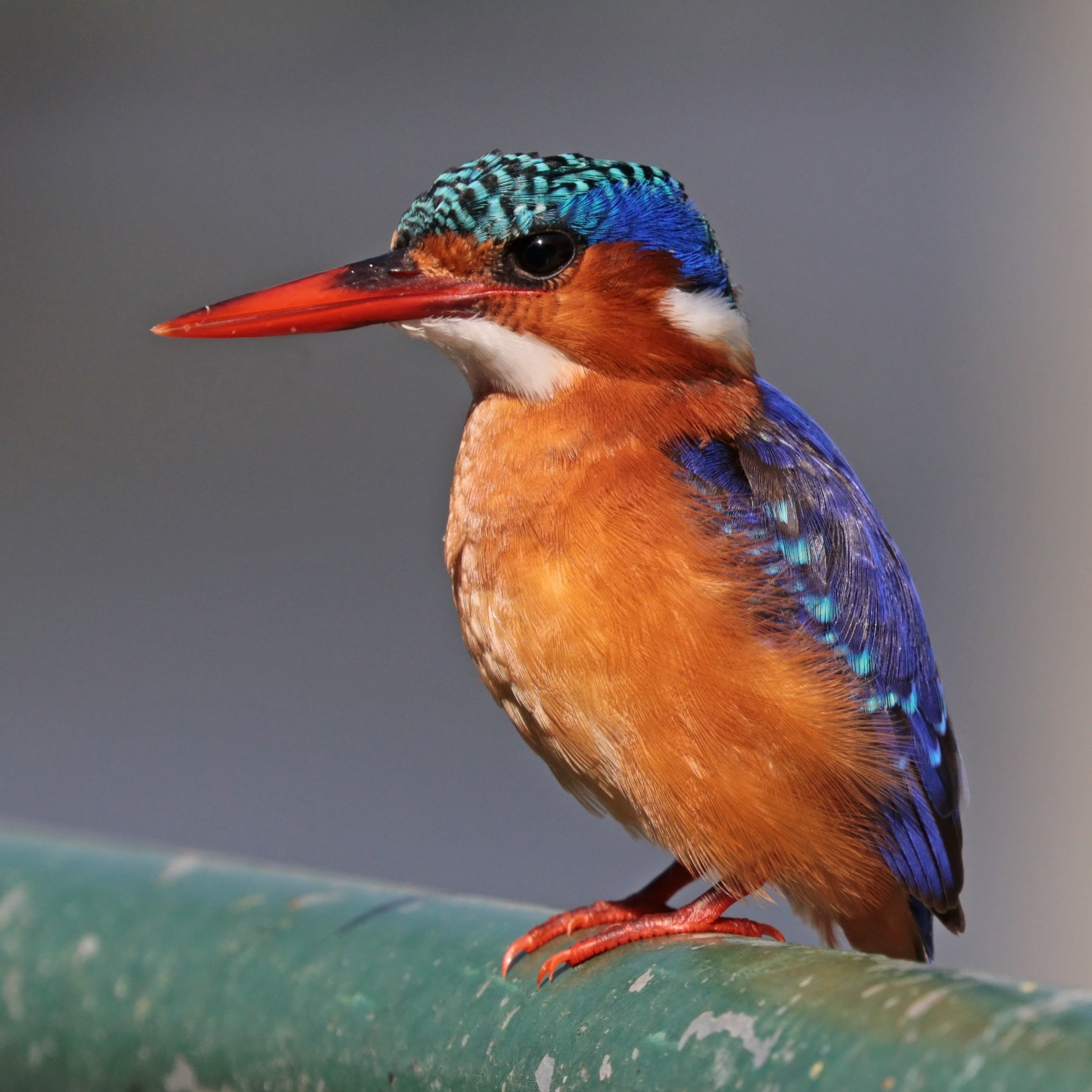
Corythornis cristatus

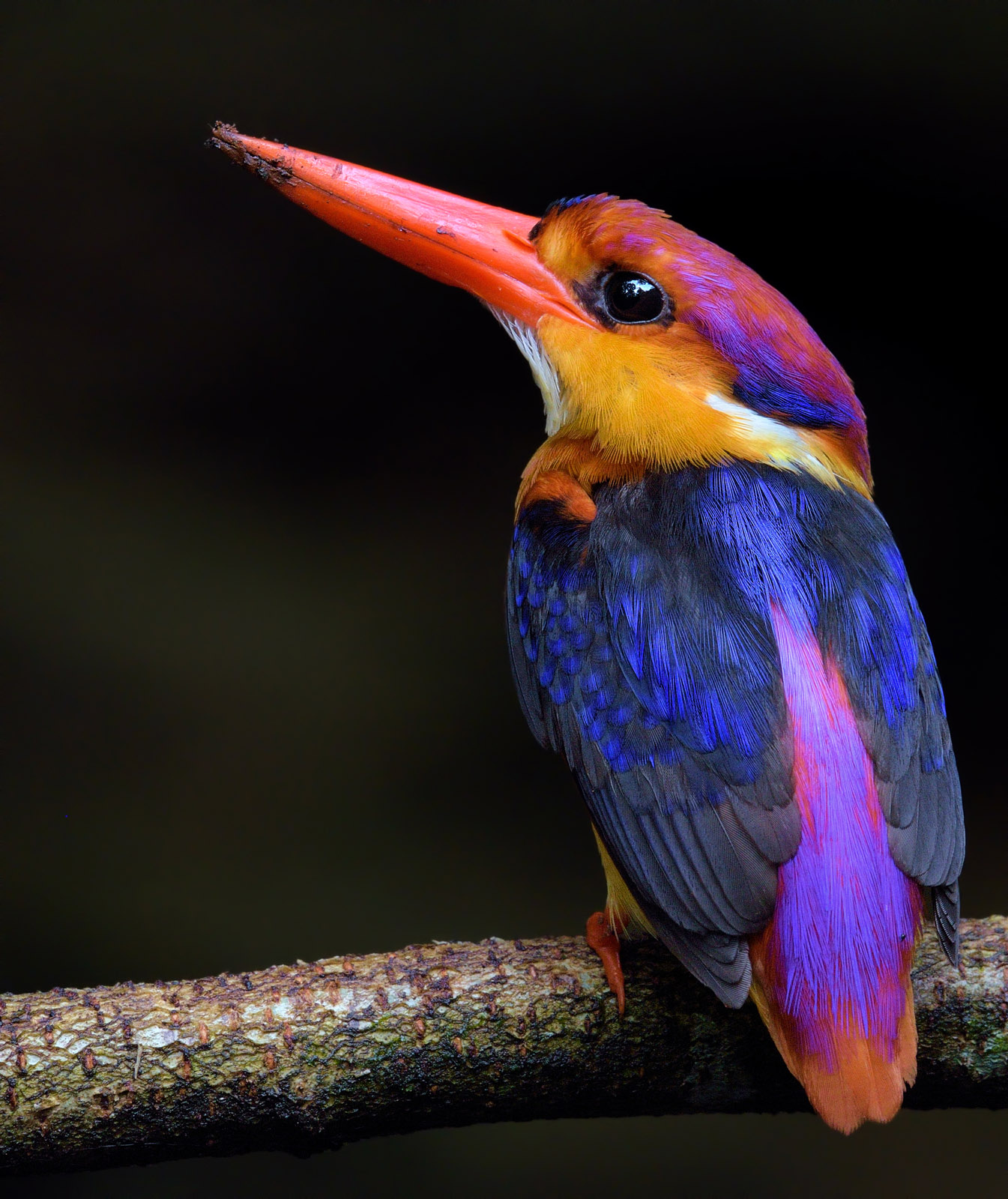
Ceyx erithaca

Denumirea științifică provine din mitologia greacă și din credința străveche conform căreia păsările își făceau cuibul în largul mării și se numeau halkyons (latină halcyon) de la hals (mare) și kyon (născut). În mitologia greacă, zeii le-au dat halkyonilor abilitatea de a calma apele atunci când cuibăresc. În mitologia greacă, una dintre Pleiade numită Alcyone (Alcedo în latină) s-a căsătorit cu Ceyx care a fost ucis într-un naufragiu. Alcyone s-a înecat de durere, iar zeii i-au reînviat pe amândoi sub formă de rege pescar.
Relația filogenetică dintre pescărași și celelalte cinci familii care alcătuiesc ordinul Coraciiformes este prezentată în cladograma de mai jos.
|  | Meropidae – prigorii (31 specii)                                                            |
|  |                                                                                             |
|  | \| \| Brachypteraciidae – (5 specii) \| \| \| \| \| \| Coraciidae – (13 specii) \| \| \| \| |
|  |                                                                                             |
|  | Brachypteraciidae – (5 specii)                                                              |
|  |                                                                                             |
|  | Coraciidae – (13 specii)                                                                    |
|  |                                                                                             |

|  | Brachypteraciidae – (5 specii) |
|  |                                |
|  | Coraciidae – (13 specii)       |
|  |                                |

|  | Todidae – (5 specii)                                                                             |
|  |                                                                                                  |
|  | \| \| Momotidae – (14 specii) \| \| \| \| \| \| Alcedinidae – pescărași (118 specii) \| \| \| \| |
|  |                                                                                                  |
|  | Momotidae – (14 specii)                                                                          |
|  |                                                                                                  |
|  | Alcedinidae – pescărași (118 specii)                                                             |
|  |                                                                                                  |

|  | Momotidae – (14 specii)              |
|  |                                      |
|  | Alcedinidae – pescărași (118 specii) |
|  |                                      |

|  | Meropidae – prigorii (31 specii)                                                            |
|  |                                                                                             |
|  | \| \| Brachypteraciidae – (5 specii) \| \| \| \| \| \| Coraciidae – (13 specii) \| \| \| \| |
|  |                                                                                             |
|  | Brachypteraciidae – (5 specii)                                                              |
|  |                                                                                             |
|  | Coraciidae – (13 specii)                                                                    |
|  |                                                                                             |

|  | Brachypteraciidae – (5 specii) |
|  |                                |
|  | Coraciidae – (13 specii)       |
|  |                                |

|  | Todidae – (5 specii)                                                                             |
|  |                                                                                                  |
|  | \| \| Momotidae – (14 specii) \| \| \| \| \| \| Alcedinidae – pescărași (118 specii) \| \| \| \| |
|  |                                                                                                  |
|  | Momotidae – (14 specii)                                                                          |
|  |                                                                                                  |
|  | Alcedinidae – pescărași (118 specii)                                                             |
|  |                                                                                                  |

|  | Momotidae – (14 specii)              |
|  |                                      |
|  | Alcedinidae – pescărași (118 specii) |
|  |                                      |

Dintre cele trei subfamilii, Alcedininae este inferioară celorlalte două subfamilii. Puținele specii descoperite în America, toate din subfamilia Cerylinae, sugerează că slaba reprezentare în emisfera vestică este rezultatul a doar două colonizări inițiale. Subfamilia este o separare relativ recentă de Halcyoninae, diversificându-se în Lumea Veche încă din Miocen sau Pliocen.
Următoarea cladogramă se bazează pe un studiu filogenetic molecular publicat în 2017.
|  | Ispidina – 2 specii    |
|  |                        |
|  | Corythornis – 4 specii |
|  |                        |

|  | Alcedo – 7 specii |
|  |                   |
|  | Ceyx – 21 specii  |
|  |                   |

|  | Ispidina – 2 specii    |
|  |                        |
|  | Corythornis – 4 specii |
|  |                        |

|  | Alcedo – 7 specii |
|  |                   |
|  | Ceyx – 21 specii  |
|  |                   |

|  | Megaceryle – 4 specii                                              |
|  |                                                                    |
|  | \| \| Ceryle \| \| \| \| \| \| Chloroceryle – 4 specii \| \| \| \| |
|  |                                                                    |
|  | Ceryle                                                             |
|  |                                                                    |
|  | Chloroceryle – 4 specii                                            |
|  |                                                                    |

|  | Ceryle                  |
|  |                         |
|  | Chloroceryle – 4 specii |
|  |                         |

|  | Lacedo                                                                         |
|  |                                                                                |
|  | \| \| Pelargopsis – 3 specii \| \| \| \| \| \| Halcyon – 12 specii \| \| \| \| |
|  |                                                                                |
|  | Pelargopsis – 3 specii                                                         |
|  |                                                                                |
|  | Halcyon – 12 specii                                                            |
|  |                                                                                |

|  | Pelargopsis – 3 specii |
|  |                        |
|  | Halcyon – 12 specii    |
|  |                        |

|  | Cittura – 2 specii     |
|  |                        |
|  | Tanysiptera – 9 specii |
|  |                        |

|  | \| \| Melidora \| \| \| \| \| \| Dacelo (include Clytoceyx) – 5 specii \| \| \| \| |
|  |                                                                                    |
|  | Actenoides (include Caridonax) – 6 specii                                          |
|  |                                                                                    |
|  | Melidora                                                                           |
|  |                                                                                    |
|  | Dacelo (include Clytoceyx) – 5 specii                                              |
|  |                                                                                    |

|  | Melidora                              |
|  |                                       |
|  | Dacelo (include Clytoceyx) – 5 specii |
|  |                                       |

|  | Syma – 2 specii         |
|  |                         |
|  | Todiramphus – 30 specii |
|  |                         |

|  | \| \| Melidora \| \| \| \| \| \| Dacelo (include Clytoceyx) – 5 specii \| \| \| \| |
|  |                                                                                    |
|  | Actenoides (include Caridonax) – 6 specii                                          |
|  |                                                                                    |
|  | Melidora                                                                           |
|  |                                                                                    |
|  | Dacelo (include Clytoceyx) – 5 specii                                              |
|  |                                                                                    |

|  | Melidora                              |
|  |                                       |
|  | Dacelo (include Clytoceyx) – 5 specii |
|  |                                       |

|  | Syma – 2 specii         |
|  |                         |
|  | Todiramphus – 30 specii |
|  |                         |

|  | Cittura – 2 specii     |
|  |                        |
|  | Tanysiptera – 9 specii |
|  |                        |

|  | \| \| Melidora \| \| \| \| \| \| Dacelo (include Clytoceyx) – 5 specii \| \| \| \| |
|  |                                                                                    |
|  | Actenoides (include Caridonax) – 6 specii                                          |
|  |                                                                                    |
|  | Melidora                                                                           |
|  |                                                                                    |
|  | Dacelo (include Clytoceyx) – 5 specii                                              |
|  |                                                                                    |

|  | Melidora                              |
|  |                                       |
|  | Dacelo (include Clytoceyx) – 5 specii |
|  |                                       |

|  | Syma – 2 specii         |
|  |                         |
|  | Todiramphus – 30 specii |
|  |                         |

|  | \| \| Melidora \| \| \| \| \| \| Dacelo (include Clytoceyx) – 5 specii \| \| \| \| |
|  |                                                                                    |
|  | Actenoides (include Caridonax) – 6 specii                                          |
|  |                                                                                    |
|  | Melidora                                                                           |
|  |                                                                                    |
|  | Dacelo (include Clytoceyx) – 5 specii                                              |
|  |                                                                                    |

|  | Melidora                              |
|  |                                       |
|  | Dacelo (include Clytoceyx) – 5 specii |
|  |                                       |

|  | Syma – 2 specii         |
|  |                         |
|  | Todiramphus – 30 specii |
|  |                         |

|  | Lacedo                                                                         |
|  |                                                                                |
|  | \| \| Pelargopsis – 3 specii \| \| \| \| \| \| Halcyon – 12 specii \| \| \| \| |
|  |                                                                                |
|  | Pelargopsis – 3 specii                                                         |
|  |                                                                                |
|  | Halcyon – 12 specii                                                            |
|  |                                                                                |

|  | Pelargopsis – 3 specii |
|  |                        |
|  | Halcyon – 12 specii    |
|  |                        |

|  | Cittura – 2 specii     |
|  |                        |
|  | Tanysiptera – 9 specii |
|  |                        |

|  | \| \| Melidora \| \| \| \| \| \| Dacelo (include Clytoceyx) – 5 specii \| \| \| \| |
|  |                                                                                    |
|  | Actenoides (include Caridonax) – 6 specii                                          |
|  |                                                                                    |
|  | Melidora                                                                           |
|  |                                                                                    |
|  | Dacelo (include Clytoceyx) – 5 specii                                              |
|  |                                                                                    |

|  | Melidora                              |
|  |                                       |
|  | Dacelo (include Clytoceyx) – 5 specii |
|  |                                       |

|  | Syma – 2 specii         |
|  |                         |
|  | Todiramphus – 30 specii |
|  |                         |

|  | \| \| Melidora \| \| \| \| \| \| Dacelo (include Clytoceyx) – 5 specii \| \| \| \| |
|  |                                                                                    |
|  | Actenoides (include Caridonax) – 6 specii                                          |
|  |                                                                                    |
|  | Melidora                                                                           |
|  |                                                                                    |
|  | Dacelo (include Clytoceyx) – 5 specii                                              |
|  |                                                                                    |

|  | Melidora                              |
|  |                                       |
|  | Dacelo (include Clytoceyx) – 5 specii |
|  |                                       |

|  | Syma – 2 specii         |
|  |                         |
|  | Todiramphus – 30 specii |
|  |                         |

|  | Cittura – 2 specii     |
|  |                        |
|  | Tanysiptera – 9 specii |
|  |                        |

|  | \| \| Melidora \| \| \| \| \| \| Dacelo (include Clytoceyx) – 5 specii \| \| \| \| |
|  |                                                                                    |
|  | Actenoides (include Caridonax) – 6 specii                                          |
|  |                                                                                    |
|  | Melidora                                                                           |
|  |                                                                                    |
|  | Dacelo (include Clytoceyx) – 5 specii                                              |
|  |                                                                                    |

|  | Melidora                              |
|  |                                       |
|  | Dacelo (include Clytoceyx) – 5 specii |
|  |                                       |

|  | Syma – 2 specii         |
|  |                         |
|  | Todiramphus – 30 specii |
|  |                         |

|  | \| \| Melidora \| \| \| \| \| \| Dacelo (include Clytoceyx) – 5 specii \| \| \| \| |
|  |                                                                                    |
|  | Actenoides (include Caridonax) – 6 specii                                          |
|  |                                                                                    |
|  | Melidora                                                                           |
|  |                                                                                    |
|  | Dacelo (include Clytoceyx) – 5 specii                                              |
|  |                                                                                    |

|  | Melidora                              |
|  |                                       |
|  | Dacelo (include Clytoceyx) – 5 specii |
|  |                                       |

|  | Syma – 2 specii         |
|  |                         |
|  | Todiramphus – 30 specii |
|  |                         |

|  | Megaceryle – 4 specii                                              |
|  |                                                                    |
|  | \| \| Ceryle \| \| \| \| \| \| Chloroceryle – 4 specii \| \| \| \| |
|  |                                                                    |
|  | Ceryle                                                             |
|  |                                                                    |
|  | Chloroceryle – 4 specii                                            |
|  |                                                                    |

|  | Ceryle                  |
|  |                         |
|  | Chloroceryle – 4 specii |
|  |                         |

|  | Lacedo                                                                         |
|  |                                                                                |
|  | \| \| Pelargopsis – 3 specii \| \| \| \| \| \| Halcyon – 12 specii \| \| \| \| |
|  |                                                                                |
|  | Pelargopsis – 3 specii                                                         |
|  |                                                                                |
|  | Halcyon – 12 specii                                                            |
|  |                                                                                |

|  | Pelargopsis – 3 specii |
|  |                        |
|  | Halcyon – 12 specii    |
|  |                        |

|  | Cittura – 2 specii     |
|  |                        |
|  | Tanysiptera – 9 specii |
|  |                        |

|  | \| \| Melidora \| \| \| \| \| \| Dacelo (include Clytoceyx) – 5 specii \| \| \| \| |
|  |                                                                                    |
|  | Actenoides (include Caridonax) – 6 specii                                          |
|  |                                                                                    |
|  | Melidora                                                                           |
|  |                                                                                    |
|  | Dacelo (include Clytoceyx) – 5 specii                                              |
|  |                                                                                    |

|  | Melidora                              |
|  |                                       |
|  | Dacelo (include Clytoceyx) – 5 specii |
|  |                                       |

|  | Syma – 2 specii         |
|  |                         |
|  | Todiramphus – 30 specii |
|  |                         |

|  | \| \| Melidora \| \| \| \| \| \| Dacelo (include Clytoceyx) – 5 specii \| \| \| \| |
|  |                                                                                    |
|  | Actenoides (include Caridonax) – 6 specii                                          |
|  |                                                                                    |
|  | Melidora                                                                           |
|  |                                                                                    |
|  | Dacelo (include Clytoceyx) – 5 specii                                              |
|  |                                                                                    |

|  | Melidora                              |
|  |                                       |
|  | Dacelo (include Clytoceyx) – 5 specii |
|  |                                       |

|  | Syma – 2 specii         |
|  |                         |
|  | Todiramphus – 30 specii |
|  |                         |

|  | Cittura – 2 specii     |
|  |                        |
|  | Tanysiptera – 9 specii |
|  |                        |

|  | \| \| Melidora \| \| \| \| \| \| Dacelo (include Clytoceyx) – 5 specii \| \| \| \| |
|  |                                                                                    |
|  | Actenoides (include Caridonax) – 6 specii                                          |
|  |                                                                                    |
|  | Melidora                                                                           |
|  |                                                                                    |
|  | Dacelo (include Clytoceyx) – 5 specii                                              |
|  |                                                                                    |

|  | Melidora                              |
|  |                                       |
|  | Dacelo (include Clytoceyx) – 5 specii |
|  |                                       |

|  | Syma – 2 specii         |
|  |                         |
|  | Todiramphus – 30 specii |
|  |                         |

|  | \| \| Melidora \| \| \| \| \| \| Dacelo (include Clytoceyx) – 5 specii \| \| \| \| |
|  |                                                                                    |
|  | Actenoides (include Caridonax) – 6 specii                                          |
|  |                                                                                    |
|  | Melidora                                                                           |
|  |                                                                                    |
|  | Dacelo (include Clytoceyx) – 5 specii                                              |
|  |                                                                                    |

|  | Melidora                              |
|  |                                       |
|  | Dacelo (include Clytoceyx) – 5 specii |
|  |                                       |

|  | Syma – 2 specii         |
|  |                         |
|  | Todiramphus – 30 specii |
|  |                         |

|  | Lacedo                                                                         |
|  |                                                                                |
|  | \| \| Pelargopsis – 3 specii \| \| \| \| \| \| Halcyon – 12 specii \| \| \| \| |
|  |                                                                                |
|  | Pelargopsis – 3 specii                                                         |
|  |                                                                                |
|  | Halcyon – 12 specii                                                            |
|  |                                                                                |

|  | Pelargopsis – 3 specii |
|  |                        |
|  | Halcyon – 12 specii    |
|  |                        |

|  | Cittura – 2 specii     |
|  |                        |
|  | Tanysiptera – 9 specii |
|  |                        |

|  | \| \| Melidora \| \| \| \| \| \| Dacelo (include Clytoceyx) – 5 specii \| \| \| \| |
|  |                                                                                    |
|  | Actenoides (include Caridonax) – 6 specii                                          |
|  |                                                                                    |
|  | Melidora                                                                           |
|  |                                                                                    |
|  | Dacelo (include Clytoceyx) – 5 specii                                              |
|  |                                                                                    |

|  | Melidora                              |
|  |                                       |
|  | Dacelo (include Clytoceyx) – 5 specii |
|  |                                       |

|  | Syma – 2 specii         |
|  |                         |
|  | Todiramphus – 30 specii |
|  |                         |

|  | \| \| Melidora \| \| \| \| \| \| Dacelo (include Clytoceyx) – 5 specii \| \| \| \| |
|  |                                                                                    |
|  | Actenoides (include Caridonax) – 6 specii                                          |
|  |                                                                                    |
|  | Melidora                                                                           |
|  |                                                                                    |
|  | Dacelo (include Clytoceyx) – 5 specii                                              |
|  |                                                                                    |

|  | Melidora                              |
|  |                                       |
|  | Dacelo (include Clytoceyx) – 5 specii |
|  |                                       |

|  | Syma – 2 specii         |
|  |                         |
|  | Todiramphus – 30 specii |
|  |                         |

|  | Cittura – 2 specii     |
|  |                        |
|  | Tanysiptera – 9 specii |
|  |                        |

|  | \| \| Melidora \| \| \| \| \| \| Dacelo (include Clytoceyx) – 5 specii \| \| \| \| |
|  |                                                                                    |
|  | Actenoides (include Caridonax) – 6 specii                                          |
|  |                                                                                    |
|  | Melidora                                                                           |
|  |                                                                                    |
|  | Dacelo (include Clytoceyx) – 5 specii                                              |
|  |                                                                                    |

|  | Melidora                              |
|  |                                       |
|  | Dacelo (include Clytoceyx) – 5 specii |
|  |                                       |

|  | Syma – 2 specii         |
|  |                         |
|  | Todiramphus – 30 specii |
|  |                         |

|  | \| \| Melidora \| \| \| \| \| \| Dacelo (include Clytoceyx) – 5 specii \| \| \| \| |
|  |                                                                                    |
|  | Actenoides (include Caridonax) – 6 specii                                          |
|  |                                                                                    |
|  | Melidora                                                                           |
|  |                                                                                    |
|  | Dacelo (include Clytoceyx) – 5 specii                                              |
|  |                                                                                    |

|  | Melidora                              |
|  |                                       |
|  | Dacelo (include Clytoceyx) – 5 specii |
|  |                                       |

|  | Syma – 2 specii         |
|  |                         |
|  | Todiramphus – 30 specii |
|  |                         |

|  | Ispidina – 2 specii    |
|  |                        |
|  | Corythornis – 4 specii |
|  |                        |

|  | Alcedo – 7 specii |
|  |                   |
|  | Ceyx – 21 specii  |
|  |                   |

|  | Ispidina – 2 specii    |
|  |                        |
|  | Corythornis – 4 specii |
|  |                        |

|  | Alcedo – 7 specii |
|  |                   |
|  | Ceyx – 21 specii  |
|  |                   |

|  | Megaceryle – 4 specii                                              |
|  |                                                                    |
|  | \| \| Ceryle \| \| \| \| \| \| Chloroceryle – 4 specii \| \| \| \| |
|  |                                                                    |
|  | Ceryle                                                             |
|  |                                                                    |
|  | Chloroceryle – 4 specii                                            |
|  |                                                                    |

|  | Ceryle                  |
|  |                         |
|  | Chloroceryle – 4 specii |
|  |                         |

|  | Lacedo                                                                         |
|  |                                                                                |
|  | \| \| Pelargopsis – 3 specii \| \| \| \| \| \| Halcyon – 12 specii \| \| \| \| |
|  |                                                                                |
|  | Pelargopsis – 3 specii                                                         |
|  |                                                                                |
|  | Halcyon – 12 specii                                                            |
|  |                                                                                |

|  | Pelargopsis – 3 specii |
|  |                        |
|  | Halcyon – 12 specii    |
|  |                        |

|  | Cittura – 2 specii     |
|  |                        |
|  | Tanysiptera – 9 specii |
|  |                        |

|  | \| \| Melidora \| \| \| \| \| \| Dacelo (include Clytoceyx) – 5 specii \| \| \| \| |
|  |                                                                                    |
|  | Actenoides (include Caridonax) – 6 specii                                          |
|  |                                                                                    |
|  | Melidora                                                                           |
|  |                                                                                    |
|  | Dacelo (include Clytoceyx) – 5 specii                                              |
|  |                                                                                    |

|  | Melidora                              |
|  |                                       |
|  | Dacelo (include Clytoceyx) – 5 specii |
|  |                                       |

|  | Syma – 2 specii         |
|  |                         |
|  | Todiramphus – 30 specii |
|  |                         |

|  | \| \| Melidora \| \| \| \| \| \| Dacelo (include Clytoceyx) – 5 specii \| \| \| \| |
|  |                                                                                    |
|  | Actenoides (include Caridonax) – 6 specii                                          |
|  |                                                                                    |
|  | Melidora                                                                           |
|  |                                                                                    |
|  | Dacelo (include Clytoceyx) – 5 specii                                              |
|  |                                                                                    |

|  | Melidora                              |
|  |                                       |
|  | Dacelo (include Clytoceyx) – 5 specii |
|  |                                       |

|  | Syma – 2 specii         |
|  |                         |
|  | Todiramphus – 30 specii |
|  |                         |

|  | Cittura – 2 specii     |
|  |                        |
|  | Tanysiptera – 9 specii |
|  |                        |

|  | \| \| Melidora \| \| \| \| \| \| Dacelo (include Clytoceyx) – 5 specii \| \| \| \| |
|  |                                                                                    |
|  | Actenoides (include Caridonax) – 6 specii                                          |
|  |                                                                                    |
|  | Melidora                                                                           |
|  |                                                                                    |
|  | Dacelo (include Clytoceyx) – 5 specii                                              |
|  |                                                                                    |

|  | Melidora                              |
|  |                                       |
|  | Dacelo (include Clytoceyx) – 5 specii |
|  |                                       |

|  | Syma – 2 specii         |
|  |                         |
|  | Todiramphus – 30 specii |
|  |                         |

|  | \| \| Melidora \| \| \| \| \| \| Dacelo (include Clytoceyx) – 5 specii \| \| \| \| |
|  |                                                                                    |
|  | Actenoides (include Caridonax) – 6 specii                                          |
|  |                                                                                    |
|  | Melidora                                                                           |
|  |                                                                                    |
|  | Dacelo (include Clytoceyx) – 5 specii                                              |
|  |                                                                                    |

|  | Melidora                              |
|  |                                       |
|  | Dacelo (include Clytoceyx) – 5 specii |
|  |                                       |

|  | Syma – 2 specii         |
|  |                         |
|  | Todiramphus – 30 specii |
|  |                         |

|  | Lacedo                                                                         |
|  |                                                                                |
|  | \| \| Pelargopsis – 3 specii \| \| \| \| \| \| Halcyon – 12 specii \| \| \| \| |
|  |                                                                                |
|  | Pelargopsis – 3 specii                                                         |
|  |                                                                                |
|  | Halcyon – 12 specii                                                            |
|  |                                                                                |

|  | Pelargopsis – 3 specii |
|  |                        |
|  | Halcyon – 12 specii    |
|  |                        |

|  | Cittura – 2 specii     |
|  |                        |
|  | Tanysiptera – 9 specii |
|  |                        |

|  | \| \| Melidora \| \| \| \| \| \| Dacelo (include Clytoceyx) – 5 specii \| \| \| \| |
|  |                                                                                    |
|  | Actenoides (include Caridonax) – 6 specii                                          |
|  |                                                                                    |
|  | Melidora                                                                           |
|  |                                                                                    |
|  | Dacelo (include Clytoceyx) – 5 specii                                              |
|  |                                                                                    |

|  | Melidora                              |
|  |                                       |
|  | Dacelo (include Clytoceyx) – 5 specii |
|  |                                       |

|  | Syma – 2 specii         |
|  |                         |
|  | Todiramphus – 30 specii |
|  |                         |

|  | \| \| Melidora \| \| \| \| \| \| Dacelo (include Clytoceyx) – 5 specii \| \| \| \| |
|  |                                                                                    |
|  | Actenoides (include Caridonax) – 6 specii                                          |
|  |                                                                                    |
|  | Melidora                                                                           |
|  |                                                                                    |
|  | Dacelo (include Clytoceyx) – 5 specii                                              |
|  |                                                                                    |

|  | Melidora                              |
|  |                                       |
|  | Dacelo (include Clytoceyx) – 5 specii |
|  |                                       |

|  | Syma – 2 specii         |
|  |                         |
|  | Todiramphus – 30 specii |
|  |                         |

|  | Cittura – 2 specii     |
|  |                        |
|  | Tanysiptera – 9 specii |
|  |                        |

|  | \| \| Melidora \| \| \| \| \| \| Dacelo (include Clytoceyx) – 5 specii \| \| \| \| |
|  |                                                                                    |
|  | Actenoides (include Caridonax) – 6 specii                                          |
|  |                                                                                    |
|  | Melidora                                                                           |
|  |                                                                                    |
|  | Dacelo (include Clytoceyx) – 5 specii                                              |
|  |                                                                                    |

|  | Melidora                              |
|  |                                       |
|  | Dacelo (include Clytoceyx) – 5 specii |
|  |                                       |

|  | Syma – 2 specii         |
|  |                         |
|  | Todiramphus – 30 specii |
|  |                         |

|  | \| \| Melidora \| \| \| \| \| \| Dacelo (include Clytoceyx) – 5 specii \| \| \| \| |
|  |                                                                                    |
|  | Actenoides (include Caridonax) – 6 specii                                          |
|  |                                                                                    |
|  | Melidora                                                                           |
|  |                                                                                    |
|  | Dacelo (include Clytoceyx) – 5 specii                                              |
|  |                                                                                    |

|  | Melidora                              |
|  |                                       |
|  | Dacelo (include Clytoceyx) – 5 specii |
|  |                                       |

|  | Syma – 2 specii         |
|  |                         |
|  | Todiramphus – 30 specii |
|  |                         |

|  | Megaceryle – 4 specii                                              |
|  |                                                                    |
|  | \| \| Ceryle \| \| \| \| \| \| Chloroceryle – 4 specii \| \| \| \| |
|  |                                                                    |
|  | Ceryle                                                             |
|  |                                                                    |
|  | Chloroceryle – 4 specii                                            |
|  |                                                                    |

|  | Ceryle                  |
|  |                         |
|  | Chloroceryle – 4 specii |
|  |                         |

|  | Lacedo                                                                         |
|  |                                                                                |
|  | \| \| Pelargopsis – 3 specii \| \| \| \| \| \| Halcyon – 12 specii \| \| \| \| |
|  |                                                                                |
|  | Pelargopsis – 3 specii                                                         |
|  |                                                                                |
|  | Halcyon – 12 specii                                                            |
|  |                                                                                |

|  | Pelargopsis – 3 specii |
|  |                        |
|  | Halcyon – 12 specii    |
|  |                        |

|  | Cittura – 2 specii     |
|  |                        |
|  | Tanysiptera – 9 specii |
|  |                        |

|  | \| \| Melidora \| \| \| \| \| \| Dacelo (include Clytoceyx) – 5 specii \| \| \| \| |
|  |                                                                                    |
|  | Actenoides (include Caridonax) – 6 specii                                          |
|  |                                                                                    |
|  | Melidora                                                                           |
|  |                                                                                    |
|  | Dacelo (include Clytoceyx) – 5 specii                                              |
|  |                                                                                    |

|  | Melidora                              |
|  |                                       |
|  | Dacelo (include Clytoceyx) – 5 specii |
|  |                                       |

|  | Syma – 2 specii         |
|  |                         |
|  | Todiramphus – 30 specii |
|  |                         |

|  | \| \| Melidora \| \| \| \| \| \| Dacelo (include Clytoceyx) – 5 specii \| \| \| \| |
|  |                                                                                    |
|  | Actenoides (include Caridonax) – 6 specii                                          |
|  |                                                                                    |
|  | Melidora                                                                           |
|  |                                                                                    |
|  | Dacelo (include Clytoceyx) – 5 specii                                              |
|  |                                                                                    |

|  | Melidora                              |
|  |                                       |
|  | Dacelo (include Clytoceyx) – 5 specii |
|  |                                       |

|  | Syma – 2 specii         |
|  |                         |
|  | Todiramphus – 30 specii |
|  |                         |

|  | Cittura – 2 specii     |
|  |                        |
|  | Tanysiptera – 9 specii |
|  |                        |

|  | \| \| Melidora \| \| \| \| \| \| Dacelo (include Clytoceyx) – 5 specii \| \| \| \| |
|  |                                                                                    |
|  | Actenoides (include Caridonax) – 6 specii                                          |
|  |                                                                                    |
|  | Melidora                                                                           |
|  |                                                                                    |
|  | Dacelo (include Clytoceyx) – 5 specii                                              |
|  |                                                                                    |

|  | Melidora                              |
|  |                                       |
|  | Dacelo (include Clytoceyx) – 5 specii |
|  |                                       |

|  | Syma – 2 specii         |
|  |                         |
|  | Todiramphus – 30 specii |
|  |                         |

|  | \| \| Melidora \| \| \| \| \| \| Dacelo (include Clytoceyx) – 5 specii \| \| \| \| |
|  |                                                                                    |
|  | Actenoides (include Caridonax) – 6 specii                                          |
|  |                                                                                    |
|  | Melidora                                                                           |
|  |                                                                                    |
|  | Dacelo (include Clytoceyx) – 5 specii                                              |
|  |                                                                                    |

|  | Melidora                              |
|  |                                       |
|  | Dacelo (include Clytoceyx) – 5 specii |
|  |                                       |

|  | Syma – 2 specii         |
|  |                         |
|  | Todiramphus – 30 specii |
|  |                         |

|  | Lacedo                                                                         |
|  |                                                                                |
|  | \| \| Pelargopsis – 3 specii \| \| \| \| \| \| Halcyon – 12 specii \| \| \| \| |
|  |                                                                                |
|  | Pelargopsis – 3 specii                                                         |
|  |                                                                                |
|  | Halcyon – 12 specii                                                            |
|  |                                                                                |

|  | Pelargopsis – 3 specii |
|  |                        |
|  | Halcyon – 12 specii    |
|  |                        |

|  | Cittura – 2 specii     |
|  |                        |
|  | Tanysiptera – 9 specii |
|  |                        |

|  | \| \| Melidora \| \| \| \| \| \| Dacelo (include Clytoceyx) – 5 specii \| \| \| \| |
|  |                                                                                    |
|  | Actenoides (include Caridonax) – 6 specii                                          |
|  |                                                                                    |
|  | Melidora                                                                           |
|  |                                                                                    |
|  | Dacelo (include Clytoceyx) – 5 specii                                              |
|  |                                                                                    |

|  | Melidora                              |
|  |                                       |
|  | Dacelo (include Clytoceyx) – 5 specii |
|  |                                       |

|  | Syma – 2 specii         |
|  |                         |
|  | Todiramphus – 30 specii |
|  |                         |

|  | \| \| Melidora \| \| \| \| \| \| Dacelo (include Clytoceyx) – 5 specii \| \| \| \| |
|  |                                                                                    |
|  | Actenoides (include Caridonax) – 6 specii                                          |
|  |                                                                                    |
|  | Melidora                                                                           |
|  |                                                                                    |
|  | Dacelo (include Clytoceyx) – 5 specii                                              |
|  |                                                                                    |

|  | Melidora                              |
|  |                                       |
|  | Dacelo (include Clytoceyx) – 5 specii |
|  |                                       |

|  | Syma – 2 specii         |
|  |                         |
|  | Todiramphus – 30 specii |
|  |                         |

|  | Cittura – 2 specii     |
|  |                        |
|  | Tanysiptera – 9 specii |
|  |                        |

|  | \| \| Melidora \| \| \| \| \| \| Dacelo (include Clytoceyx) – 5 specii \| \| \| \| |
|  |                                                                                    |
|  | Actenoides (include Caridonax) – 6 specii                                          |
|  |                                                                                    |
|  | Melidora                                                                           |
|  |                                                                                    |
|  | Dacelo (include Clytoceyx) – 5 specii                                              |
|  |                                                                                    |

|  | Melidora                              |
|  |                                       |
|  | Dacelo (include Clytoceyx) – 5 specii |
|  |                                       |

|  | Syma – 2 specii         |
|  |                         |
|  | Todiramphus – 30 specii |
|  |                         |

|  | \| \| Melidora \| \| \| \| \| \| Dacelo (include Clytoceyx) – 5 specii \| \| \| \| |
|  |                                                                                    |
|  | Actenoides (include Caridonax) – 6 specii                                          |
|  |                                                                                    |
|  | Melidora                                                                           |
|  |                                                                                    |
|  | Dacelo (include Clytoceyx) – 5 specii                                              |
|  |                                                                                    |

|  | Melidora                              |
|  |                                       |
|  | Dacelo (include Clytoceyx) – 5 specii |
|  |                                       |

|  | Syma – 2 specii         |
|  |                         |
|  | Todiramphus – 30 specii |
|  |                         |